# Vectornormalisatie
Vectornormalisatie is de bewerking die vectoren een lengte van 1 geeft. In twee dimensies wil dit zeggen dat de eindpunten van de vectoren op een cirkel liggen die door (0,1) en (1,0) gaat. In drie dimensies zorgt vectornormalisatie ervoor dat de eindpunten van de vectoren allemaal op een bol liggen. Vectornormalisatie wordt in een hyperruimte (ruimte met meer dan drie dimensies) toegepast bij de verwerking van analysegegevens.

## Scheikunde
Vectornormalisatie wordt onder andere toegepast in de analyse van monsters in de chemie. Zo zullen veranderingen in de positionering van het monster, of veranderingen in de gevoeligheid van een meettoestel dikwijls aanleiding geven tot veranderingen in intensiteit.  Indien zo enkel de intensiteit van het signaal verandert, en niet de relatieve verhouding tussen twee veranderlijken, dan minimaliseert vectornormalisatie de intensiteitsvariatie. De vector krijgt de eenheidslengte via:
{\displaystyle x_{i}^{nieuw}={\frac {x_{i}}{\sqrt {\sum _{j=1}^{n}{x_{j}^{2}}}}}}
Met:
xi: de waarde voor variabele of dimensie i van de vector
{\displaystyle x_{i}^{nieuw}}: de waarde voor variabele of dimensie i van de genormaliseerde vector
n: het aantal veranderlijken of dimensies in de vector
Vectornormalisatie wordt vaak toegepast bij de verwerking van spectra voor het corrigeren van variaties te wijten aan focussering of instrumentgevoeligheid.